# Санта-Мария (микрорегион)

Санта-Мария на карте.

Санта-Мария (порт. Microrregião de Santa Maria) — микрорегион в Бразилии, входит в штат Риу-Гранди-ду-Сул. Составная часть мезорегиона Западно-центральная часть штата Риу-Гранди-ду-Сул. 
Население составляет 	363 016	 человек (на 2010 год). Площадь — 	11 733,272	 км². Плотность населения — 	30,94	 чел./км².

## Демография
Согласно сведениям, собранным в ходе переписи 2010 г. Национальным институтом географии и статистики (IBGE), население микрорегиона составляет:						
| Полное население                             | Полное население                             | Полное население                             | Полное население                             | 363 016 |
| -------------------------------------------- | -------------------------------------------- | -------------------------------------------- | -------------------------------------------- | ------- |
| в том числе:                                 | Городское население                          | 318 384                                      | Процент городского населения, %              | 87,71   |
|                                              | Сельское население                           | 44 632                                       | Процент сельского населения, %               | 12,29   |
|                                              | Мужское население                            | 174 554                                      | Процент мужского населения, %                | 48,08   |
|                                              | Женское население                            | 188 462                                      | Процент женского населения, %                | 51,92   |
| Плотность населения, чел/км²                 | Плотность населения, чел/км²                 | Плотность населения, чел/км²                 | Плотность населения, чел/км²                 | 30,94   |
| Население микрорегиона в % к населению штата | Население микрорегиона в % к населению штата | Население микрорегиона в % к населению штата | Население микрорегиона в % к населению штата | 3,39    |

## Статистика
- Валовой внутренний продукт на 2003 составляет 2 597 689 261,00 реалов (данные: Бразильский институт географии и статистики).
- Валовой внутренний продукт на душу населения на 2003 составляет 7107,62 реалов (данные: Бразильский институт географии и статистики).
- Индекс развития человеческого потенциала на 2000 составляет 0,824 (данные: Программа развития ООН).

## Состав микрорегиона
В составе микрорегиона включены следующие муниципалитеты:
1. Касеки
2. Дилерманду-ди-Агиар
3. Итаара
4. Жагуари
5. Мата
6. Нова-Эсперанса-ду-Сул
7. Санта-Мария
8. Сан-Мартинью-да-Серра
9. Сан-Педру-ду-Сул
10. Сан-Сепе
11. Сан-Висенти-ду-Сул
12. Торопи
13. Вила-Нова-ду-Сул